# 黃英利
黃英利（1989年2月24日—）為臺灣女子籃球運動員，場上位置為前鋒，現效力於台元女籃。黃英利出身「國泰體系」的淡水商工以及中國文化大學，2015年遭遇左膝十字韌帶斷裂，花了一年復健才重返球場，第13季WSBL繳出場均11.9分、3.6助攻、5.4籃板、2.1抄截的成績，2018年9月加盟WCBA河南依川農商銀行女籃，隔年來到黑龍江女籃，2023年第18季WSBL從國泰女籃轉戰台元女籃。

## 外部連結
- 黃英利在archive.fiba.com（存檔）（英语）
- 黃英利在Eurobasket.com（球員）（英语）